# 乍得经济

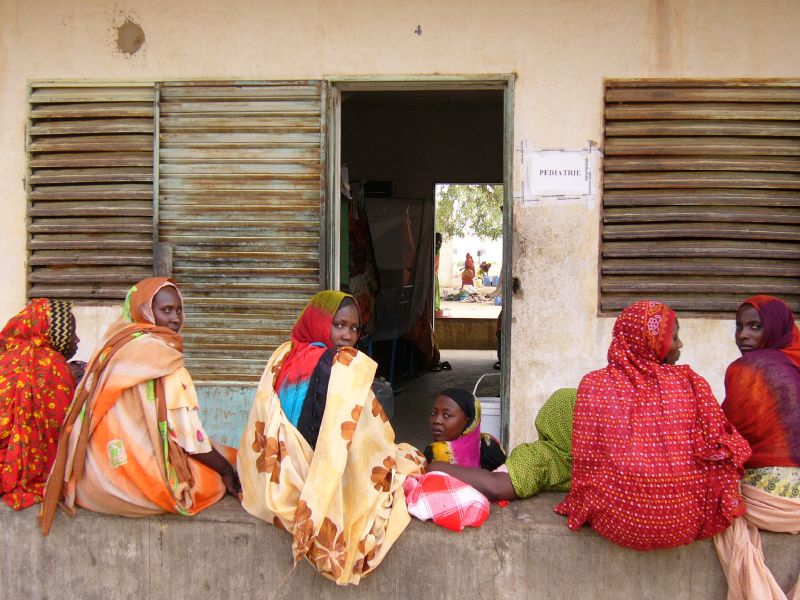
乍得一间产科医院病房。乍得的基建与北部邻国比较相去甚远。

乍得在联合国公布的人类发展指数排名倒数第五，国内80%人民生活在贫穷线以下。2005年，该国的人均国内生产总值（购买力平价）只有1,500美元 。乍得是中非国家银行和中部非洲关税和经济联盟的成员国之一，法定货币是中非法郎。连年不断的内战使外国投资者尽数撤离，1979年至1982年离开该国的人近来才开始对该国的发展重拾信心。2000年，外资开始大规模投入乍得的石油业，这有助推动该国的经济发展。

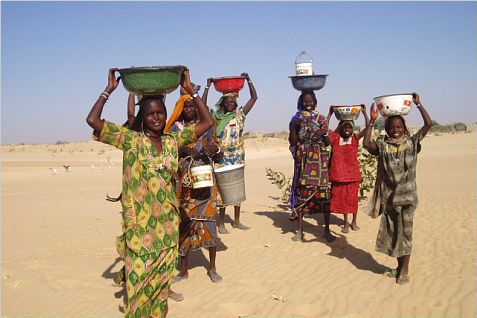
乍得马奥的女人。当地由水塔供水，如何获得清洁的饮用水在乍得经常是个问题

超过80%的乍得人靠自给耕作或畜牧维生，当地的气候决定了人们耕作和放牧的地点。乍得最南10%的土地是该国最肥沃的可耕地，主要农作物有高梁和小米。在萨赫勒地区只种有较硬品种的小米，收成也比南部地区明显要低；但萨赫勒却是大型商业牲口牧群、山羊、绵羊、驴和马的理想牧地。撒哈拉沙漠零散的绿洲只能支持部分枣类和豆类植物。在石油业发展之前，棉花生产是乍得的主要工业，棉花出口占了该国出口总额的80%。现在棉花仍是该国的主要出口货品。一家曾受全球棉花价格下降打击的乍得大型棉花公司受到法国、荷兰、欧盟和国际复兴开发银行资助，这家国营企业预料会被私有化。
埃克森美孚联合雪佛龙和马来西亚国家石油公司已在乍得南部投资37亿美元，开发蕴藏量估计达10亿桶的石油资源。2003年一条连接油田和喀麦隆沿海地区的输油管建成后（由世界银行部分资助），石油开采工作展开。作为资助的条件，世界银行坚持开采石油所得收益之中的80%要用于乍得的发展计划。2006年1月，因为乍得政府通过法令降低这一比率，世界银行暂停贷款计划。2006年7月14日，世界银行和乍得政府签署备忘錄，乍得政府承诺把收益中的70%用作消除贫穷。

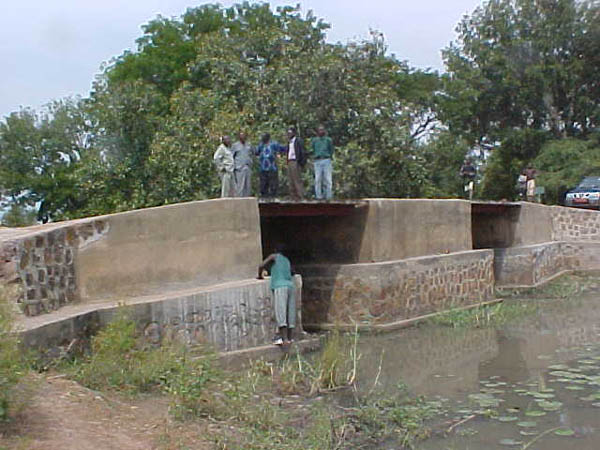
乍得的一座桥

内戰严重窒碍了乍得交通基建的发展，乍得在1987年的已平整公路只有30千米长，连续的道路修复工程改善了公路状况，直至2004年该国已有总长550千米的已平整公路。但乍得的公路网络仍然十分有限，一些公路在一年中有数月不能使用。乍得国内没有铁路，货物的出入口主要靠依赖喀麦隆的铁路系统，往来海港杜阿拉。恩贾梅纳国际机场有定期航班飞往法国巴黎和一些非洲城市。乍得的电信网络简陋且昂贵，国营企业提供固网电话服务，但全国只有14,000条固网电话线，是全球电话密度最低的地区之一。乍得水电协会为首都15%的人口提供电力，全国覆盖率仅为2%。大部分乍得人使用木材、动物粪便等的生物燃料生火。乍得的城市基建落后，只有48%的市区人口有清洁的饮用水，可使用基本卫生设备的人口更只有2%。
乍得的唯一电视台是国有的乍得国家电视台（TeleTchad），但仅覆盖恩贾梅纳。电台的覆盖率远远较大，全国有13家私营电台。因为运输费用高昂，人民识字率低且普遍清贫，乍得的报纸数量和流通率较低。虽然宪法保障言论自由，但政府在2006年底却启动了一套审查媒体的系统。